# Таймшит

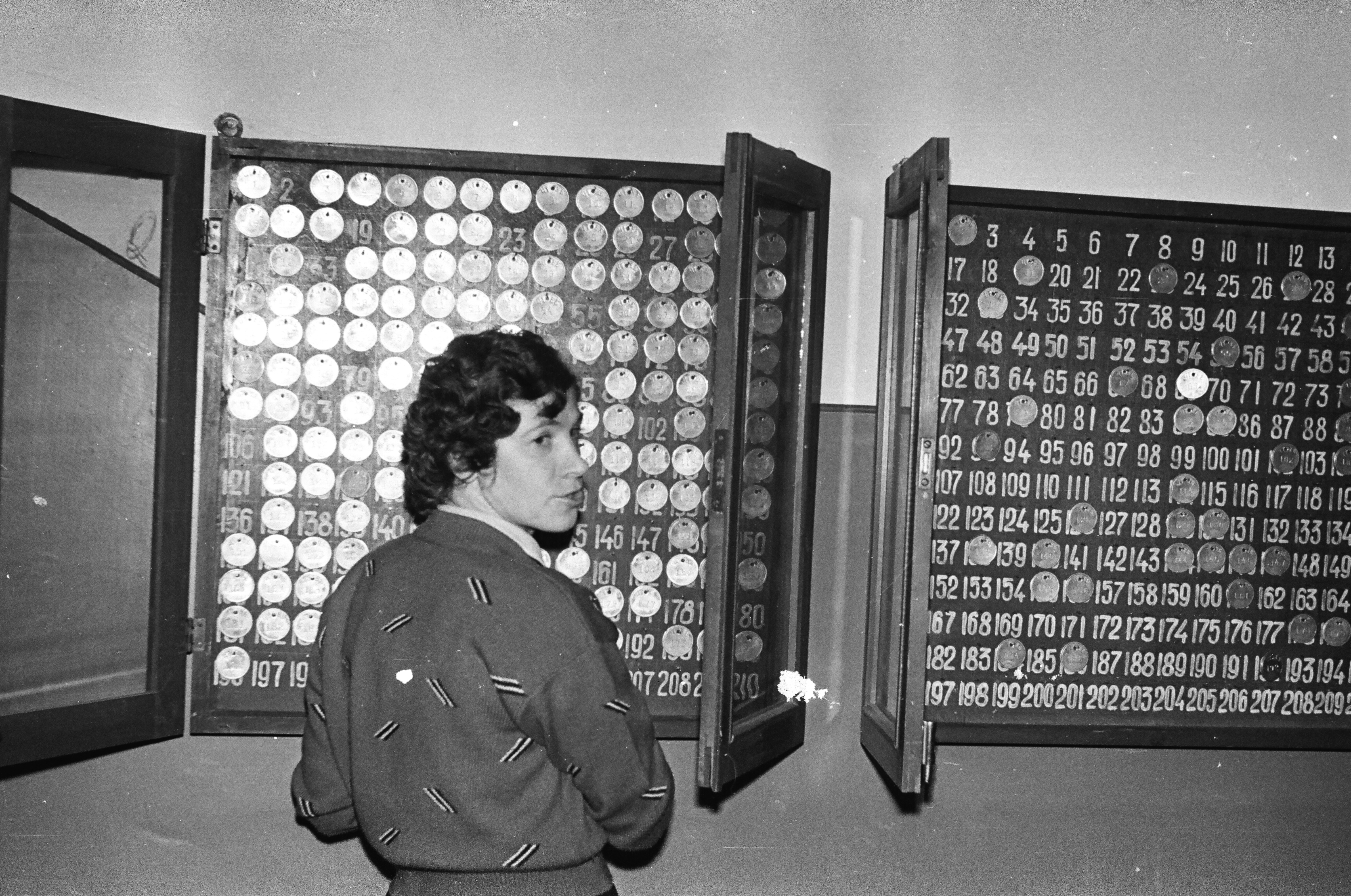
Разновидность табельного учёта

Таймшит (англ. time sheet, от time — время и sheet — лист, ведомость) — способ учета рабочего времени. Традиционно таймшит — это лист бумаги с данными, расположенными в табличном формате. В настоящее время чаще используются цифровые таймшиты или электронные таблицы. Таймшиты вошли в употребление в 19 веке. Таймшиты создаются на период, например, ежедневный, недельный, двухнедельный, месячный. 
В русском языке распространен аналогичный по значению термин "табель". Термин происходит от немецкого "tabelle", который в свою очередь берет начало от латинского "tabula" — таблица.

## Использование
Первоначально таймшиты предназначались для начисления заработной платы, что особенно актуально при почасовой заработной плате, а также для выставления счетов клиентам, расчёта стоимости проекта, оценки.
Таймшиты также используются для управленческого учета. Таймшит позволяет зафиксировать время начала, окончания и продолжительность выполнения задач, детальную разбивку работ по задачам с необходимыми сведениями. Он может содержать подробную разбивку задач, выполненных в рамках проекта или программы.

### Системы автоматизации профессиональных услуг
В PSA-системах таймшит — это основной способ учета рабочего времени. Методика учета рабочего времени перешла из традиционной, бумажной версии таймшита. Однако сохранилась и развивается в цифровом виде, поскольку имеет ряд преимуществ:
- В таймшите видна вся картина рабочего времени за период, что облегчает его заполнение и согласование.
- Таймшит проще заполнять, поскольку при однотипных задачах в течение периода работнику достаточно в начале периода указать список задач или видов работ, а по дням заполнять только значение длительности затраченного рабочего времени.

### Морской транспорт
На морском транспорте таймшит — это судовой документ, составляемый в портах, в котором производится расчёт времени, необходимого на грузовые операции в данном порту, и ведётся учёт фактически затраченного времени. В таймшите указываются также размер премии, причитающейся грузовладельцу за досрочное окончание погрузки или выгрузки, или уплачиваемый судовладельцу штраф за перерасход времени и задержки судна.
Таймшит содержит: название судна; время его прибытия в порт; дату и час вручения капитанского нотиса о готовности судна к грузовым операциям; дату и час принятия капитанского нотиса фрахтователями (грузополучателями) или их агентами; время начала погрузки-выгрузки; время начала учёта сталийного времени (согласно условиям чартера); ежесуточный учёт времени стоянки судна в хронологическом порядке; сталийное время (по чартеру); время в пользу судовладельца или фрахтователя (грузополучателя), исходя из которого определяют соответственно сумму демереджа или диспача. Таймшит подписывают капитан судна и фрахтователи (грузополучатели) или их агенты.